# 愛知県立三好高等学校
愛知県立三好高等学校（あいちけんりつみよしこうとうがっこう）は、愛知県みよし市三好町にある県内の公立高校である。

## 沿革
- 1974年（昭和49年） - 創立。

## 設置学科
- 普通科
- スポーツ科学科

## 部活動

### 運動部
- 体操競技部
- 陸上競技部
- 水泳部
- 柔道部
- 剣道部
- 弓道部
- バスケットボール部（男子）
- サッカー部（男子）
- 野球部（男子）
- ラグビー部（男子）
- バレーボール部（男子）
- バレーボール部（女子）
- ソフトテニス部
- ハンドボール部（女子）
- ボクシング部（男子）
- カヌー部
- ソフトボール部（女子）
- ダンス部

### 文化部
- 茶道部
- 吹奏楽部
- 写真部
- 美術部
- ESS部
- 演劇部
- 華道部
- JRC
- 手作り部
- パソコン

## 現状
普通科の通学圏は、三河学区のみよし市、豊田市、刈谷市北部と調整地区で通学が認められている尾張学区の愛知郡東郷町が中心。2007年（平成19年）からは、尾張学区の日進市からの通学も認められることになった。
スポーツ科学科は、愛知県立高校では唯一の体育系学科で学区はなく、愛知県下各地から生徒を集める。

## 主な卒業生
- 福永ちな（タレント）
- 勝崎耕世（プロ野球トレーニングコーチ）
- 深谷友基（サッカー選手）
- 長谷川務（サッカー選手）
- 萩野滉大（サッカー選手）
- 石井龍司（トヨタ自動車ラグビー部監督）
- 小沢翔平（ラグビー選手）
- 内田裕大（ラグビー選手）
- 飯野晃司（ラグビー選手）